# Termodinámica

Transferencia de calor por convección.

Máquina térmica típica donde se puede observar la entrada desde una fuente de calor (caldera) a la izquierda y la salida a un disipador de calor (condensador) a la derecha. El trabajo se extrae en este caso mediante una serie de pistones.

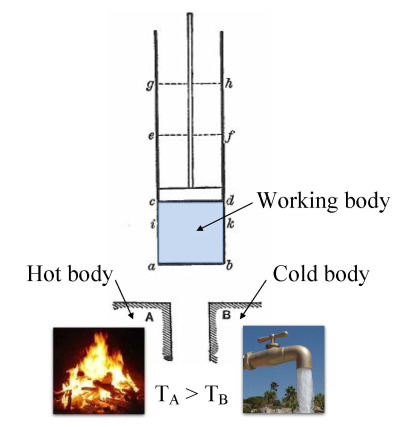
Versión en color anotada de la máquina de calor Carnot original de 1824 que muestra el cuerpo caliente (caldera), el cuerpo de trabajo (sistema, vapor) y el cuerpo frío (agua), las letras etiquetadas de acuerdo con los puntos de parada en el ciclo de Carnot

La termodinámica es la rama de la física que describe los estados de equilibrio termodinámico a nivel macroscópico.  Constituye una teoría fenomenológica que estudia sistemas reales a partir de razonamientos deductivos, sin modelizar y siguiendo un método experimental. Los estados de equilibrio se estudian y definen por medio de magnitudes extensivas tales como la energía interna, la entropía, el volumen o la composición molar del sistema, o por medio de magnitudes no-extensivas derivadas de las anteriores como la temperatura, presión y el potencial químico; otras magnitudes, tales como la imanación, la fuerza electromotriz y las asociadas con la mecánica de los medios continuos en general también se pueden tratar por medio de la termodinámica.
La termodinámica trata los procesos de transferencia de calor, que es una de las formas de energía, y cómo se puede realizar un trabajo con ella. En esta área se describe cómo la materia en cualquiera de sus fases (sólido, líquido, gaseoso) va transformándose. Desde un punto de vista macroscópico de la materia, se estudia cómo esta reacciona a cambios en su volumen, presión y temperatura, entre otras magnitudes. La termodinámica se basa en cuatro principios fundamentales: el equilibrio termodinámico (o principio cero), el principio de conservación de la energía (primer principio), el aumento de la entropía con el tiempo (segundo principio) y la imposibilidad del cero absoluto (tercer principio).
Una consecuencia de la termodinámica es lo que hoy se conoce como física estadística. Esta rama estudia, al igual que la termodinámica, los procesos de transferencia de calor, pero, al contrario a la anterior, desde un punto de vista molecular. La materia, como se conoce, está compuesta por moléculas, pero intentar deducir y extrapolar el comportamiento de una sola de sus moléculas al conjunto de todas ellas nos llevaría a medidas erróneas. Por eso se debe tratar como un conjunto de elementos aleatorios y utilizar el lenguaje estadístico y consideraciones mecánicas para describir el comportamiento macroscópico resultante de este conjunto molecular microscópico.
La termodinámica ofrece un aparato formal aplicable únicamente a estados de equilibrio, definidos como aquel estado hacia «el que todo sistema tiende a evolucionar y caracterizado porque en el mismo todas las propiedades del sistema quedan determinadas por factores intrínsecos y no por influencias externas previamente aplicadas». Tales estados terminales de equilibrio son, por definición, independientes del tiempo, y todo el aparato formal de la termodinámica —todas las leyes y variables termodinámicas— se definen de tal modo que se podría decir que un sistema está en equilibrio si sus propiedades se pueden describir consistentemente empleando la teoría termodinámica. Los estados de equilibrio son necesariamente coherentes con los contornos del sistema y las restricciones a las que esté sometido. Por medio de los cambios producidos en estas restricciones (esto es, al retirar limitaciones tales como impedir la expansión del volumen del sistema, impedir el flujo de calor, etc.), el sistema tenderá a evolucionar de un estado de equilibrio a otro; comparando ambos estados de equilibrio, la termodinámica permite estudiar los procesos de intercambio de masa y energía térmica entre sistemas térmicos diferentes.
Como ciencia fenomenológica, la termodinámica no se ocupa de ofrecer una interpretación física de sus magnitudes. La primera de ellas, la energía interna, se acepta como una manifestación macroscópica de las leyes de conservación de la energía a nivel microscópico, que permite caracterizar el estado energético del sistema macroscópico (macroestado). El punto de partida para la mayor parte de las consideraciones termodinámicas son los que postulan que la energía se puede intercambiar entre sistemas en forma de calor o trabajo, y que solo se puede hacer de una determinada manera. También se introduce una magnitud llamada entropía, que se define como aquella función extensiva de la energía interna, el volumen y la composición molar que toma valores máximos en equilibrio: el principio de maximización de la entropía define el sentido en el que el sistema evoluciona de un estado de equilibrio a otro. Es la física estadística, íntimamente relacionada con la termodinámica, la que ofrece una interpretación física de ambas magnitudes: la energía interna se identifica con la suma de las energías individuales de los átomos y moléculas del sistema, y la entropía mide el grado de orden y el estado dinámico de los sistemas, y tiene una conexión muy fuerte con la teoría de información. En la termodinámica se estudian y clasifican las interacciones entre diversos sistemas, lo que lleva a definir conceptos como sistema termodinámico y su contorno. Un sistema termodinámico se caracteriza por sus propiedades, relacionadas entre sí mediante las ecuaciones de estado. Estas se pueden combinar para expresar la energía interna y los potenciales termodinámicos, útiles para determinar las condiciones de equilibrio entre sistemas y los procesos espontáneos.
Con estas herramientas, la termodinámica describe cómo los sistemas reaccionan a los cambios en su entorno. Esto se puede aplicar a una amplia variedad de ramas de la ciencia y de la ingeniería, tales como motores, cambios de fase, reacciones químicas, fenómenos de transporte e incluso agujeros negros.

## Historia
La historia de la termodinámica es una pieza fundamental en la historia de la física, la historia de la química, y la historia de la ciencia en general. Debido a la relevancia de la termodinámica en muchas áreas de la ciencia y la tecnología, su historia está finamente tejida con los desarrollos de la mecánica clásica, mecánica cuántica, magnetismo, y la cinética química, para aplicar a campos más distante tales como la meteorología, teoría de información, y biología (fisiología), y a desarrollos tecnológicos como la máquina de vapor, motor de combustión interna, criogenia y generación de electricidad. El desarrollo de la termodinámica fue motivado y dirigido por la teoría atómica. También, aunque de una manera sutil, motivó nuevas direcciones en probabilidad y estadística; vea, por ejemplo, la línea de tiempo de la termodinámica.
La historia de la termodinámica como disciplina científica se considera generalmente que comienza con Otto von Guericke quien, en 1650, construyó y diseñó la primera bomba de vacío y demostró las propiedades del vacío usando sus hemisferios de Magdeburgo. Guericke fue impulsado a hacer el vacío con el fin de refutar la suposición de Aristóteles que «la naturaleza aborrece el vacío». Poco después de Guericke, el físico y químico Robert Boyle estudió y mejoró los diseños de Guericke y en 1656, en coordinación con el científico Robert Hooke, construyó una bomba de aire. Con esta bomba, Boyle y Hooke observaron una correlación entre la presión, temperatura y volumen. Con el tiempo, se formularon la ley de Boyle, indicando que para un gas a temperatura constante, la presión y el volumen son inversamente proporcionales y otras leyes de los gases.
En 1679, un asociado de Boyle, Denis Papin basándose en estos conceptos, construyó un digestor de vapor, que era un recipiente cerrado con una tapa de cierre hermético en el que el vapor confinado alcanzaba una alta presión, aumentando el punto de ebullición y acortando el tiempo de cocción de los alimentos.
En 1697, el ingeniero Thomas Savery, a partir de los diseños de Papin, construyó el primer motor térmico, seguido por Thomas Newcomen en 1712. Aunque estos primeros motores eran toscos y poco eficientes, atrajeron la atención de los científicos más destacados de la época.
En 1733, Bernoulli usó métodos estadísticos, junto con la mecánica clásica, para extraer resultados de la hidrodinámica, iniciando la física estadística.
En 1781 los conceptos de capacidad calorífica y calor latente, fueron desarrollados por el profesor Joseph Black de la Universidad de Glasgow, donde James Watt trabajó como fabricante de instrumentos. Watt consultó con Black en las pruebas de la máquina de vapor, pero fue Watt quien concibió la idea del condensador externo, aumentando grandemente la eficiencia de la máquina de vapor.
En 1783, Antoine Lavoisier propone la teoría calórica.
En 1798 Benjamin Thompson, conde de Rumford, demostró la conversión del trabajo mecánico en calor.
Sobre la base de todo este trabajo previo, Sadi Carnot, el «padre de la termodinámica», publicó en 1824 Reflexiones sobre la energía motriz del fuego, un discurso sobre la eficiencia térmica, la energía, la energía motriz y el motor. El documento describe las relaciones básicas energéticas entre la máquina de Carnot, el ciclo de Carnot y energía motriz, marcando el inicio de la termodinámica como ciencia moderna.
El primer libro de texto sobre termodinámica fue escrito en 1859 por William Rankine, quien originalmente se formó como físico y profesor de ingeniería civil y mecánica en la Universidad de Glasgow. El primer y segundo principios de termodinámica surgieron simultáneamente en la década de 1850, principalmente por las obras de Germain Henri Hess, William Rankine, Rudolf Clausius, James Prescott Joule y William Thomson (Lord Kelvin).
Los fundamentos de la termodinámica estadística se establecieron por los físicos como James Clerk Maxwell, Ludwig Boltzmann, Max Planck, Rudolf Clausius, Johannes van der Waals y Josiah Willard Gibbs.
Desde 1873 hasta el 76, el físico matemático estadounidense Josiah Willard Gibbs publicó una serie de tres artículos, siendo la más famosa Sobre el equilibrio de las sustancias heterogéneas. Gibbs demostró cómo los procesos termodinámicos, incluyendo reacciones químicas, se podrían analizar gráficamente. Mediante el estudio de la energía, la entropía, potencial químico, la temperatura y la presión del sistema termodinámico, se puede determinar si un proceso se produce espontáneamente. La termodinámica química y la fisicoquímica fueron desarrolladas además por Walther Nernst, Pierre Duhem, Gilbert N. Lewis, Jacobus Henricus van 't Hoff, y Théophile de Donder, entre otros, aplicando los métodos matemáticos de Gibbs.

## Etimología
La etimología de termodinámica tiene una historia intrincada. Se escribió por primera vez como adjetivo con un guion intercalado (termo-dinámica) y desde 1854 hasta 1868 como el sustantivo termodinámica para representar la ciencia de los motores térmicos generalizados. El biofísico estadounidense Donald Haynie afirma que termodinámica fue acuñada en 1840 a partir de la raíz griega θέρμη therme, que significa «calor», y δύναμις dynamis, que significa «poder».
Pierre Perrot afirma que el término termodinámica fue acuñado por James Joule en 1858 para designar la ciencia de las relaciones entre el calor y la energía, sin embargo, Joule nunca utilizó ese término, sino que utilizó en su lugar el término motor termodinámico perfecto en referencia a la fraseología de Thomson de 1849.
Para 1858, termodinámica, como término funcional, se utilizó en el artículo de William Thomson "Un relato de la teoría de Carnot sobre la potencia motriz del calor".

## Ramas de la termodinámica
El estudio de los sistemas termodinámicos se ha desarrollado en varias ramas relacionadas, cada una de las cuales utiliza un modelo fundamental diferente como base teórica o experimental, o aplica los principios a distintos tipos de sistemas.

### Termodinámica clásica
La termodinámica clásica es la descripción de los estados de los sistemas termodinámicos en situación de casi equilibrio, que utiliza propiedades macroscópicas y medibles. Se utiliza para modelar los intercambios de energía, trabajo y calor basándose en los principios de termodinámica. El calificativo clásico refleja el hecho de que representa el primer nivel de comprensión del tema tal y como se desarrolló en el siglo XIX y describe los cambios de un sistema en términos de parámetros empíricos macroscópicos (a gran escala y medibles). Una interpretación microscópica de estos conceptos fue proporcionada posteriormente por el desarrollo de la física estadística.

### Física estadística
La física estadística, también conocida como termodinámica estadística, surgió con el desarrollo de las teorías atómicas y moleculares a finales del siglo XIX y principios del XX, y complementó la termodinámica clásica con una interpretación de las interacciones microscópicas entre partículas individuales o estados mecánicos cuánticos. Este campo relaciona las propiedades microscópicas de los átomos y las moléculas individuales con las propiedades macroscópicas de los materiales que pueden observarse a escala humana, explicando así la termodinámica clásica como un resultado natural de la estadística, la mecánica clásica y la teoría cuántica a nivel microscópico.

### Termodinámica química
Termodinámica química es el estudio de la interrelación entre el calor y el trabajo con reacciones químicas o con cambios físicos del estado dentro de los confines de las leyes termodinámicas. La termodinámica química involucra no sólo mediciones de varias propiedades termodinámicas en el laboratorio, sino también la aplicación de métodos matemáticos al estudio de preguntas químicas y a las reacciones de los procesos.

### Termodinámica del equilibrio
La termodinámica del equilibrio es el estudio de las transferencias de materia y energía en sistemas o cuerpos que, por medio de organismos de su entorno, pueden pasar de un estado de equilibrio termodinámico a otro. El concepto «equilibrio termodinámico» indica un macroestado de equilibrio, en el que todos los flujos macroscópicos son nulos; en el caso de los sistemas o cuerpos más simples, sus propiedades intensivas son homogéneas y sus presiones son perpendiculares a sus límites. En un estado de equilibrio no hay potenciales desequilibrados, o fuerzas impulsoras, entre partes macroscópicas distintas del sistema. Un objetivo central de la termodinámica del equilibrio es: dado un sistema en un estado de equilibrio inicial bien definido, y dado su entorno, y dadas sus paredes constitutivas, calcular cuál será el estado de equilibrio final del sistema después de que una operación termodinámica específica haya cambiado sus paredes o su entorno.
La termodinámica de no equilibrio es una rama de la termodinámica que se ocupa de los sistemas que no están en equilibrio termodinámico. La mayoría de los sistemas que se encuentran en la naturaleza no están en equilibrio termodinámico porque no están en estados estacionarios, y están sujetos de forma continua y discontinua a flujos de materia y energía hacia y desde otros sistemas. El estudio termodinámico de los sistemas que no están en equilibrio requiere conceptos más generales que los tratados por la termodinámica del equilibrio. Muchos sistemas naturales siguen estando hoy en día fuera del alcance de los métodos termodinámicos macroscópicos actualmente conocidos.

## Principios
Es importante remarcar que los principios de la termodinámica son válidos siempre para los sistemas macroscópicos, pero inaplicables a nivel microscópico. La idea del demonio de Maxwell ayuda a comprender los límites del segundo principio de termodinámica jugando con las propiedades microscópicas de las partículas que componen un gas.

### Principio cero
El principio cero de la termodinámica es una ley fenomenológica para sistemas que se encuentran en equilibrio térmico. En palabras simples, el principio dice que si se pone un objeto con cierta temperatura en contacto con otro a una temperatura distinta, ambos intercambian calor hasta que sus temperaturas se igualan. El principio establece que para todo sistema existe una propiedad denominada temperatura empírica θ, que es común para todos los estados de equilibrio termodinámico que se encuentren en equilibrio mutuo con uno dado.
La ley es compatible con el uso de un cuerpo físico particular, por ejemplo la masa de un gas, para que coincida con la temperatura de otros cuerpos, pero no justifica a la temperatura como una cantidad que se puede medir en números reales. Tiene una gran importancia experimental «pues permite construir instrumentos que midan la temperatura de un sistema» pero no resulta tan importante en el marco teórico de la termodinámica. El principio cero permite parametrizar temperaturas, pero no medir temperaturas. Así, por ejemplo, cuando Joule necesitó comparar los resultados de sus experiencias con los de otro investigador en Inglaterra, tuvo que atravesar el océano Atlántico para comprobar, in situ, sus termómetros a fin de realizar una correspondencia.
El equilibrio termodinámico de un sistema se define como la condición del mismo en el cual las variables empíricas usadas para definir o dar a conocer un estado del sistema (presión, volumen, campo eléctrico, polarización, magnetización, tensión lineal, tensión superficial, coordenadas en el plano x, y) no son dependientes del tiempo. El tiempo es un parámetro cinético, asociado a nivel microscópico; el cual a su vez está dentro de la fisicoquímica y no es parámetro debido a que a la termodinámica solo le interesa trabajar con un tiempo inicial y otro final. A dichas variables empíricas (experimentales) de un sistema se las conoce como coordenadas térmicas y dinámicas del sistema.
Como convención, también se puede decir que dos sistemas están en una relación de equilibrio térmico si, no estando vinculados para poder transferir calor entre ellos, permanecerían en el mismo estado si fuesen conectados por una pared permeable solamente al calor. El significado físico es expresado por Maxwell en las palabras: «Todo el calor es del mismo tipo». Otra declaración de la ley es «Todas las paredes diatérmicas son equivalentes». Este principio es importante para la formulación matemática de la termodinámica, que necesita la afirmación de que la relación del equilibrio térmico es una relación de equivalencia. Esta información es necesaria para una definición matemática de temperatura que concuerde con la existencia física de termómetros válidos
Este principio fundamental, aun siendo ampliamente aceptado, no fue formulado formalmente hasta después de haberse enunciado las otras tres leyes. De ahí que recibiese el nombre de principio cero. Fue formulado por primera vez para un sistema, pero no lo es tanto para la propia estructura de la teoría termodinámica.

### Primer principio
El primer principio de la termodinámica es un principio que refleja la conservación de la energía en el contexto de la termodinámica y establece que si se realiza trabajo sobre un sistema o bien este intercambia calor con otro, la energía interna del sistema cambiará. Visto de otra forma, este principio permite definir el calor como la energía necesaria que debe intercambiar el sistema para compensar las diferencias entre trabajo y energía interna. En palabras simples: la energía total del universo se mantiene constante. No se crea ni se destruye, solo se transforma.  
La ecuación general de la conservación de la energía es la siguiente:

{\displaystyle E_{\text{entra}}-E_{\text{sale}}=\Delta E_{\text{sistema}},}

que aplicada a la termodinámica, queda de la forma

{\displaystyle \Delta U=Q-W},

donde U es la energía interna del sistema (aislado), Q es la cantidad de calor aportado al sistema y W es el trabajo realizado por el sistema. Esta última expresión es igual de frecuente encontrarla en la forma {\displaystyle \Delta U=Q+W}. Ambas expresiones, aparentemente contradictorias, son correctas y su diferencia está en que se aplique el convenio de signos IUPAC o el Tradicional (véase criterio de signos termodinámico).
Más específicamente el principio se puede formular como:

En un sistema aislado adiabático (que no hay intercambio de calor con otros sistemas o su entorno, como si estuviera aislado) que evoluciona de un estado inicial {\displaystyle {\mathcal {A}}} a otro estado final {\displaystyle {\mathcal {B}}}, el trabajo realizado no depende ni del tipo de trabajo ni del proceso seguido.

Más formalmente, este principio se descompone en dos partes;
- El «principio de la accesibilidad adiabática»:

El conjunto de los estados de equilibrio a los que puede acceder un sistema termodinámico cerrado es, adiabáticamente, un conjunto simplemente conexo.

- El «principio de conservación de la energía»:

El trabajo de la conexión adiabática entre dos estados de equilibrio de un sistema cerrado depende exclusivamente de ambos estados conectados.

Este enunciado supone formalmente definido el concepto de trabajo termodinámico y conocido que los sistemas termodinámicos solo pueden interactuar de tres formas diferentes (interacción másica, interacción mecánica e interacción térmica). En general, el trabajo es una magnitud física que no es una variable de estado del sistema, dado que depende del proceso seguido por dicho sistema. Este hecho experimental, por el contrario, muestra que para los sistemas cerrados adiabáticos, el trabajo no va a depender del proceso, sino tan solo de los estados inicial y final. En consecuencia, podrá ser identificado con la variación de una nueva variable de estado de dichos sistemas, definida como energía interna. Se define entonces la energía interna, {\displaystyle U}, como una variable de estado cuya variación en un proceso adiabático es el trabajo intercambiado por el sistema con su entorno:

{\displaystyle \Delta U=W}

Cuando el sistema cerrado evoluciona del estado inicial A al estado final B pero por un proceso no adiabático, la variación de la energía debe ser la misma, sin embargo, ahora, el trabajo intercambiado será diferente del trabajo adiabático anterior. La diferencia entre ambos trabajos debe haberse realizado por medio de interacción térmica. Se define entonces la cantidad de energía térmica intercambiada Q (calor) como:

{\displaystyle Q=\Delta U-W\,}

{\displaystyle Q=\Delta U+W\,}

Siendo U la energía interna, Q el calor y W el trabajo. Por convenio, Q es positivo si va del ambiente al sistema, o negativo en caso contrario y W, es positivo si es realizado sobre el sistema y negativo si es realizado por el sistema. Esta definición suele identificarse con la ley de la conservación de la energía y, a su vez, identifica el calor como una transferencia de energía. Es por ello que la ley de la conservación de la energía se utilice, fundamentalmente por simplicidad, como uno de los enunciados del primer principio de termodinámica:

La variación de energía de un sistema termodinámico cerrado es igual a la diferencia entre la cantidad de calor y la cantidad de trabajo intercambiados por el sistema con sus alrededores.

En su forma matemática más sencilla se puede escribir para cualquier sistema cerrado:

{\displaystyle \Delta U=Q+W\,}

donde:
{\displaystyle \Delta U\,} es la variación de energía del sistema,
{\displaystyle Q\,} es el calor intercambiado por el sistema a través de unas paredes bien definidas, y
{\displaystyle W\,} es el trabajo intercambiado por el sistema a sus alrededores.

### Segundo principio

Ilustración de la segunda ley mediante una máquina térmica.

Este principio marca la dirección en la que deben llevarse a cabo los procesos termodinámicos y, por lo tanto, la imposibilidad de que ocurran en el sentido contrario (por ejemplo, una mancha de tinta dispersada en el agua no puede volver a concentrarse en un pequeño volumen). El sentido de evolución de los procesos reales es único ya que son irreversibles. Este hecho viene caracterizado por el aumento de una magnitud física, S, la entropía del sistema termodinámico, con el llamado principio de aumento de entropía, que es una forma de enunciar el segundo principio de la termodinámica. También establece, en algunos casos, la imposibilidad de convertir completamente toda la energía de un tipo a otro sin pérdidas. De esta forma, el segundo principio impone restricciones para las transferencias de energía que hipotéticamente pudieran llevarse a cabo teniendo en cuenta solo el primer principio. Esta ley apoya todo su contenido aceptando la existencia de una magnitud física llamada entropía, de tal manera que, para un sistema aislado (que no intercambia materia ni energía con su entorno), la variación de la entropía siempre debe ser mayor que cero.
Debido a esta ley también se tiene que el flujo espontáneo de calor siempre es unidireccional, desde los cuerpos de mayor temperatura hacia los de menor temperatura, hasta lograr un equilibrio térmico.
La aplicación más conocida es la de las máquinas térmicas, que obtienen trabajo mecánico mediante aporte de calor de una fuente o foco caliente, para ceder parte de este calor a la fuente o foco o sumidero frío. La diferencia entre los dos calores tiene su equivalente en el trabajo mecánico obtenido.
Existen numerosos enunciados equivalentes para definir este principio, destacándose el de Clausius y el de Kelvin.

#### Enunciado de Clausius

Diagrama del ciclo de Carnot en función de la presión y el volumen.

En palabras de Sears es: «No es posible ningún proceso cuyo único resultado sea la extracción de calor de un recipiente a una cierta temperatura y la absorción de una cantidad igual de calor por un recipiente a temperatura más elevada».

#### Enunciado de Kelvin-Planck
Es imposible construir una máquina térmica que, operando en un ciclo, no produzca otro efecto que la absorción de energía desde un depósito, con la realización de una cantidad igual de trabajo. Sería correcto decir que «es imposible construir una máquina que, operando cíclicamente, produzca como único efecto la extracción de calor de un foco y la realización equivalente de trabajo». Varía con el primero, dado que en él, se puede deducir que la máquina transforma todo el trabajo en calor, y, que el resto, para otras funciones… Este enunciado afirma la imposibilidad de construir una máquina que convierta todo el calor en trabajo. Siempre es necesario intercambiar calor con un segundo foco (el foco frío), de forma que parte del calor absorbido se expulsa como calor de desecho al ambiente. Ese calor desechado no puede reutilizarse para aumentar el calor (inicial) producido por el sistema (en este caso la máquina), es a lo que llamamos entropía.

#### Otra interpretación
Es imposible construir una máquina térmica cíclica que transforme calor en trabajo sin aumentar la energía termodinámica del ambiente. Debido a esto podemos concluir, que el rendimiento energético de una máquina térmica cíclica que convierte calor en trabajo, siempre será menor a la unidad, y esta estará más próxima a la unidad, cuanto mayor sea el rendimiento energético de la misma. Es decir, cuanto mayor sea el rendimiento energético de una máquina térmica, menor será el impacto en el ambiente, y viceversa.

### Refrigeradores y bombas de calor
Un refrigerador es un equipo que extrae energía calorífica de un cuerpo o sistema a baja temperatura para cederlo a otro que se encuentre a una temperatura mayor, el cual es considerado como sumidero.
En cambio, una bomba de calor, si bien tiene el mismo funcionamiento que un refrigerador, tiene como fuente principal el foco caliente, el cual absorbe energía calorífica de una fuente fría que para este caso es considerado como el sumidero
Por lo tanto, ambos son equipos que requieren una entrada de energía (Trabajo) para poder transferir energía calorífica desde un foco frío a otro caliente. Para estos equipos la dirección de los procesos que participan en el desarrollo de la transferencia de calor por medio del ciclo de carnot, se da de manera inversa a la que conocemos regularmente en las máquinas térmicas.
El análisis de estos equipos viene dado por medio de la ecuación que relaciona a los focos tanto frío como caliente, así como al trabajo necesario requerido para poner en funcionamiento ya sea el refrigerador o la bomba de calor, ya que la ecuación de relación es la misma para ambas, donde Qh=Qc+W

### Tercer principio
El tercer principio de termodinámica, más adecuadamente postulado de Nernst, afirma que no se puede alcanzar el cero absoluto en un número finito de etapas. Sucintamente, puede definirse como:
- Al llegar al cero absoluto, 0 K, cualquier proceso de un sistema físico se detiene.
- Al llegar al cero absoluto la entropía alcanza un valor mínimo y acelerado.

Algunas fuentes se refieren incorrectamente al postulado de Nernst como «la tercera de las leyes de la termodinámica». Es importante reconocer que no es una noción exigida por la termodinámica clásica por lo que resulta inapropiado tratarlo de «ley», siendo incluso inconsistente con la física estadística clásica y necesitando el establecimiento previo de la estadística cuántica para ser valorado adecuadamente. La mayor parte de la termodinámica no requiere la utilización de este postulado. El postulado de Nernst, llamado así por ser propuesto por Walther Nernst, afirma que es imposible alcanzar una temperatura igual al cero absoluto mediante un número finito de procesos físicos. Puede formularse también como que a medida que un sistema dado se aproxima al cero absoluto, su entropía tiende a un valor constante específico. La entropía de los sólidos cristalinos puros puede considerarse cero bajo temperaturas iguales al cero absoluto.

### Sistema
Se puede definir un sistema como un conjunto de materia, que está limitado por unas paredes, reales o imaginarias, impuestas por el observador. Si en el sistema no entra ni sale materia, se dice que se trata de un sistema cerrado o sistema aislado si no hay intercambio de materia y energía, dependiendo del caso. En la naturaleza, encontrar un sistema estrictamente aislado es, por lo que se sabe, imposible, pero sí pueden hacerse aproximaciones. Un sistema del que sale y/o entra materia recibe el nombre de abierto. Algunos ejemplos:
- Un sistema abierto se da cuando existe un intercambio de masa y de energía con los alrededores; es por ejemplo, un coche. Le echamos combustible y él desprende diferentes gases y calor.
- Un sistema cerrado se da cuando no existe un intercambio de masa con el medio circundante, solo se puede dar un intercambio de energía; un reloj de cuerda, no introducimos ni sacamos materia de él. Solo precisa un aporte de energía que emplea para medir el tiempo.
- Un sistema aislado se da cuando no existe el intercambio ni de masa y energía con los alrededores; ¿Cómo encontrarlo si no es posible interactuar con él? Sin embargo, un termo lleno de comida caliente es una aproximación, ya que el envase no permite el intercambio de materia e intenta impedir que la energía (calor) salga de él. El universo es un sistema aislado, ya que la variación de energía es cero.{\displaystyle \Delta E=0.}

### Medio externo
Se llama medio externo o ambiente a todo aquello que no está en el sistema pero que puede influir en él. Por ejemplo, considérese una taza con agua, que está siendo calentada por un mechero: en un sistema formado por la taza y el agua, el medio está formado por el mechero, el aire, etc.

## Equilibrio térmico

### Variables termodinámicas
Las variables que tienen relación con el estado interno de un sistema se llaman variables termodinámicas o coordenadas termodinámicas, y entre ellas las más importantes en el estudio de la termodinámica son:
- la masa, que a valor constante se llama el sistema isomásico.
- el volumen, que a valor constante se llama isocorico.
- la densidad, que a valor constante se llama el sistema isentálpico.
- la presión, en valor constante se llama isobárico.
- la temperatura, en valor constante se llama isotérmico.

En termodinámica, es muy importante estudiar sus propiedades, las cuales pueden clasificarse en dos tipos:
- propiedades intensivas: son aquellas que no dependen de la cantidad de sustancia o del tamaño de un sistema, por lo que su valor permanece inalterado al subdividir el sistema inicial en varios subsistemas, por este motivo no son propiedades aditivas.
- propiedades extensivas: son las que dependen de la cantidad de sustancia del sistema, y son recíprocamente equivalentes a las intensivas. Una propiedad extensiva depende por tanto del «tamaño» del sistema. Una propiedad extensiva tiene la propiedad de ser aditiva en el sentido de que si se divide el sistema en dos o más partes, el valor de la magnitud extensiva para el sistema completo es la suma de los valores de dicha magnitud para cada una de las partes.

Algunos ejemplos de propiedades extensivas son la masa, el volumen, el peso, cantidad de sustancia, energía, entropía, entalpía, etc. En general, el cociente entre dos magnitudes extensivas nos da una magnitud intensiva; por ejemplo, la división entre masa y volumen genera la densidad.

### Estado de un sistema
Un sistema que puede describirse en función de coordenadas termodinámicas se llama sistema termodinámico y la situación en la que se encuentra definido por dichas coordenadas se llama estado del sistema.

### Equilibrio térmico
Un estado en el cual dos coordenadas termodinámicas independientes X e Y permanecen constantes mientras no se modifican las condiciones externas se dice que se encuentra en equilibrio térmico. Si dos sistemas se encuentran en equilibrio térmico se dice que tienen la misma temperatura. Entonces se puede definir la temperatura como una propiedad que permite determinar si un sistema se encuentra o no en equilibrio térmico con otro sistema.
El equilibrio térmico se presenta cuando dos cuerpos con temperaturas diferentes se ponen en contacto, y el que tiene mayor temperatura cede energía térmica en forma de calor al que tiene más baja, hasta que ambos alcanzan la misma temperatura.
Algunas definiciones útiles en termodinámica son las siguientes.

### Foco térmico
Un foco calórico, foco térmico o foco calorífico es cualquier sistema termodinámico capaz de intercambiar cualquier cantidad de calor sin que cambien sus propiedades, es decir, que si en el estado A posee unas presión, volumen y temperatura (P,V,T) determinadas, tras perder o ganar calor y alcanzar el estado B, no volverán a ser las mismas presión, volumen y temperatura iniciales.
Los focos calóricos no tienen restricciones a la hora de emitir calor, o sea, pueden transmitir calor de modo perfecto por conducción, convección y radiación.
Esta definición es una idealización ya que, en la práctica, no existen focos caloríficos. Ahora bien, según la escala en la que se trabaje sí que se pueden considerar ciertas cosas como focos caloríficos; por ejemplo, el Sol respecto de una persona en la Tierra puede ser tratado como un foco calórico, porque el calor que recibe la persona del Sol provoca una variación irrelevante en éste.
Los lagos, océanos y ríos a menudo sirven como reservorios térmicos en procesos geofísicos, como el clima. En la ciencia atmosférica, las grandes masas de aire en la atmósfera a menudo funcionan como depósitos térmicos.
Dado que la temperatura de un depósito térmico T no cambia durante la transferencia de calor, el cambio de entropía en el depósito es:
{\displaystyle dS_{\text{Res}}={\frac {\delta Q}{T}}.}
La suma de particiones microcanónicas
{\displaystyle Z(E)} de un baño de calor de temperatura T tiene la propiedad:
{\displaystyle Z(E+\Delta E)=Z(E)e^{\Delta E/k_{\text{B}}T}}
Dónde 

### Contacto térmico
Se dice que dos sistemas están en contacto térmico cuando puede existir transferencia de calor de un sistema a otro.

## Procesos termodinámicos
Se dice que un sistema pasa por un proceso termodinámico, o transformación termodinámica, cuando al menos una de las coordenadas termodinámicas no cambia. Los procesos más importantes son:
- Procesos isotérmicos: son procesos en los que la temperatura no cambia.
- Procesos isobáricos: son procesos en los cuales la presión no varía.
- Procesos isocóricos: son procesos en los que el volumen permanece constante.
- Procesos adiabáticos: son procesos en los que no hay transferencia de calor alguna.
- Procesos diatérmicos: son procesos que dejan pasar el calor fácilmente.
- Procesos isoentrópicos: procesos adiabáticos y reversibles. Procesos en los que la entropía no varía.

Por ejemplo, dentro de un termo donde se colocan agua caliente y cubos de hielo, ocurre un proceso adiabático, ya que el agua caliente se empezará a enfriar debido al hielo, y al mismo tiempo el hielo se empezará a calentar y posteriormente fundir hasta que ambos estén en equilibrio térmico, sin embargo no hubo transferencia de calor del exterior del termo al interior por lo que se trata de un proceso adiabático.

## Rendimiento termodinámico o eficiencia
Un concepto importante en la ingeniería térmica es el de rendimiento. El rendimiento de una máquina térmica se define como:
{\displaystyle \eta ={\frac {|E_{\rm {salida}}|}{|E_{\rm {entrada}}|}}\,}
donde, dependiendo del tipo de máquina térmica, estas energías serán el calor o el trabajo que se transfieran en determinados subsistemas de la máquina.

### Teorema de Carnot
Nicolas Léonard Sadi Carnot en 1824 demostró que el rendimiento de alguna máquina térmica que tuviese la máxima eficiencia posible (a las que en la actualidad se denotan con su nombre) y que operase entre dos termostatos (focos con temperatura constante), dependería solo de las temperaturas de dichos focos. Por ejemplo, el rendimiento para un motor térmico de Carnot viene dado por:
{\displaystyle \eta _{mC}=1-{\frac {T_{f}}{T_{c}}}\,}
donde {\displaystyle T_{c}} y {\displaystyle T_{f}} son las temperaturas del termostato caliente y del termostato frío, respectivamente, medidas en Kelvin.
Este rendimiento máximo es el correspondiente al de una máquina térmica reversible, la cual es solo una idealización, por lo que cualquier máquina térmica construida tendrá un rendimiento menor que el de una máquina reversible operando entre los mismos focos, de manera que:
{\displaystyle \eta _{\rm {m.t.reversible}}>\eta _{\rm {m.t.irreversible}}\,}

## Instrumentación
Existen dos tipos de instrumentos termodinámicos, el medidor y el depósito. Un medidor termodinámico es cualquier dispositivo que mide cualquier parámetro de un sistema termodinámico. En algunos casos, el parámetro termodinámico se define realmente en términos de un instrumento de medida idealizado. Por ejemplo, el principio cero establece que si dos cuerpos están en equilibrio térmico con un tercer cuerpo, también están en equilibrio térmico entre ellos. Este principio, tal y como señaló James Maxwell en 1872, afirma que es posible medir la temperatura. Un termómetro idealizado es una muestra de un gas ideal a presión constante. A partir de la ley de los gases ideales pV=nRT, el volumen de dicha muestra puede utilizarse como indicador de la temperatura; de esta manera define la temperatura. Aunque la presión se define mecánicamente, también se puede construir un aparato para medir la presión, llamado barómetro, a partir de una muestra de un gas ideal mantenida a temperatura constante. Un calorímetro es un dispositivo que se utiliza para medir y definir la energía interna de un sistema.
Un depósito termodinámico es un sistema que es tan grande que sus parámetros de estado no se alteran de forma apreciable cuando se pone en contacto con el sistema de interés. Cuando el depósito se pone en contacto con el sistema, el sistema entra en equilibrio con el depósito. Por ejemplo, un depósito de presión es un sistema a una presión determinada, que impone esa presión al sistema al que está conectado mecánicamente. La atmósfera terrestre suele utilizarse como depósito de presión. El océano puede actuar como depósito de temperatura cuando se utiliza para refrigerar centrales eléctricas.

## Variables conjugadas
El concepto central de la termodinámica es el de energía, la capacidad de hacer trabajo. Por el Primer Principio, la energía total de un sistema y su entorno se conserva. La energía puede ser transferida a un sistema por calentamiento, compresión o adición de materia, y extraída de un sistema por enfriamiento, expansión o extracción de materia. En mecánica, por ejemplo, la transferencia de energía es igual al producto de la fuerza aplicada a un cuerpo y el desplazamiento resultante.
Las variables conjugadas son pares de conceptos termodinámicos, siendo la primera similar a una «fuerza» aplicada a algún sistema termodinámico, la segunda similar al «desplazamiento» resultante, y el producto de las dos igual a la cantidad de energía transferida. Las variables conjugadas comunes son:
- Presión-volumen (los parámetros mecánicos);
- Temperatura-entropía (parámetros térmicos);
- Potencial químico-número de partículas (parámetros materiales).

## Campos de aplicación
- Dinámica de la atmósfera
- Termodinámica biológica
- Termodinámica de los agujeros negros
- Termodinámica química
- Termodinámica clásica
- Termodinámica del equilibrio
- Ecología industrial (re: Exergía)
- Termodinámica de máxima entropía
- Termodinámica del no-equilibrio
- Filosofía de la física térmica y estadística
- Psicrometría
- Termodinámica cuántica
- Termodinámica estadística
- Termoeconomía

## Diagramas termodinámicos
- Diagrama PVT
- Diagrama de fase
- Diagrama p-v
- Diagrama temperatura-entropía